# OR2T27
OR2T27 (англ. Olfactory receptor family 2 subfamily T member 27) – білок, який кодується однойменним геном, розташованим у людей на короткому плечі 1-ї хромосоми.  Довжина поліпептидного ланцюга білка становить 317 амінокислот, а молекулярна маса — 35 514.
| 10         |  | 20         |  | 30         |  | 40         |  | 50         |
| ---------- |  | ---------- |  | ---------- |  | ---------- |  | ---------- |
| MEQSNYSVYA |  | DFILLGLFSN |  | ARFPWLLFAL |  | ILLVFLTSIA |  | SNVVKIILIH |
| IDSRLHTPMY |  | FLLSQLSLRD |  | ILYISTIVPK |  | MLVDQVMSQR |  | AISFAGCTAQ |
| HFLYLTLAGA |  | EFFLLGLMSY |  | DRYVAICNPL |  | HYPVLMSRKI |  | CWLIVAAAWL |
| GGSIDGFLLT |  | PVTMQFPFCA |  | SREINHFFCE |  | VPALLKLSCT |  | DTSAYETAMY |
| VCCIMMLLIP |  | FSVISGSYTR |  | ILITVYRMSE |  | AEGRGKAVAT |  | CSSHMVVVSL |
| FYGAAMYTYV |  | LPHSYHTPEQ |  | DKAVSAFYTI |  | LTPMLNPLIY |  | SLRNKDVTGA |
| LQKVVGRCVS |  | SGKVTTF    |  |            |  |            |  |            |

A: Аланін

C: Цистеїн

D: Аспарагінова кислота

E: Глутамінова кислота

F: Фенілаланін

G: Гліцин

H: Гістидин

I: Ізолейцин

K: Лізин

L: Лейцин

M: Метіонін

N: Аспарагін

P: Пролін

Q: Глутамін

R: Аргінін

S: Серин

T: Треонін

V: Валін

W: Триптофан

Кодований геном білок за функціями належить до рецепторів, g-білокспряжених рецепторів, білків внутрішньоклітинного сигналінгу. 
Задіяний у такому біологічному процесі як поліморфізм. 
Локалізований у клітинній мембрані.